# 安多阿斯區
安多阿斯區（西班牙語：Distrito de Andoas），是秘魯的一個區，位於該國東北部洛雷託大區的達特姆德爾馬拉尼翁省，始建於2005年8月1日，面積11,549.8平方公里，海拔高度210米，2005年人口9,448，人口密度每平方公里0.82人。